# Ceretoli
Ceretoli è una frazione del comune italiano di Pontremoli, nella provincia di Massa-Carrara.

## Monumenti e luoghi d'interesse
A Ceretoli è presente la chiesa parrocchiale che è dedicata a San Martino e si presume sia stata costruita intorno al XIII secolo, in quanto citata nelle decime di Bonifacio VIII come dipendente dalla pieve di Saliceto. All'interno della chiesa sono presenti due altari oltre a quello maggiore: l'altare del Santissimo Sacramento o di Sant'Antonio e l'altare della Beata Vergine delle Grazie.

## Società

### Tradizioni e folclore
- San Martino
- Santa Lucia
- Madonna delle Grazie